# Kategoria e parë 1999/2000
Die Kategoria e parë 1999/2000 war die 52. Spielzeit der zweithöchste albanische Fußballliga und die zweite unter diesem Namen. Sie begann am 13. Oktober 1999 und endete am 10. Mai 2000.

## Modus
19 Mannschaften spielten in zwei Gruppen jeweils zweimal gegeneinander. Die besten zwei Teams jeder Gruppe ermittelten im K.-o.-System einen direkten Aufsteiger für die Kategoria Superiore. Dabei spielten die Gruppensieger jeweils gegen den Zweiten der anderen Gruppe. Die beiden Sieger trafen danach im Finale aufeinander. Die Möglichkeit aufzusteigen hatte auch der Unterlegene des Finales in der Aufstiegs-Relegation gegen den Vorletzten der ersten Liga.

## Abschlusstabellen

### Gruppe A
| Pl. | Verein                    | Sp. | S  | U | N  | Tore    | Diff. | Punkte |
| --- | ------------------------- | --- | -- | - | -- | ------- | ----- | ------ |
| 1.  | KS Besëlidhja Lezha       | 16  | 12 | 2 | 2  | 048:100 | +38   | 38     |
| 2.  | KS Burreli (A)            | 16  | 12 | 1 | 3  | 037:220 | +15   | 37     |
| 3.  | KS Kastrioti Kruja        | 16  | 12 | 0 | 4  | 041:260 | +15   | 36     |
| 4.  | KS Ilir Viking Tirana (N) | 16  | 10 | 1 | 5  | 025:150 | +10   | 31     |
| 5.  | SK Shkodra                | 16  | 6  | 2 | 8  | 029:330 | −4    | 20     |
| 6.  | KS Përparimi Kukësi       | 16  | 5  | 1 | 10 | 018:310 | −13   | 16     |
| 7.  | KS Korabi Peshkopi        | 16  | 4  | 1 | 11 | 015:360 | −21   | 13     |
| 8.  | KF Erzeni Shijak          | 16  | 3  | 1 | 12 | 012:310 | −19   | 10     |
| 9.  | KF Laçi (A)               | 16  | 2  | 3 | 11 | 012:330 | −21   | 09     |

| (A) | Absteiger aus der Kategoria Superiore 1998/99 |
| (N) | Neuaufsteiger                                 |

### Gruppe B
| Pl. | Verein                 | Sp. | S  | U | N  | Tore    | Diff. | Punkte |
| --- | ---------------------- | --- | -- | - | -- | ------- | ----- | ------ |
| 1.  | KS Besa Kavaja (A)     | 18  | 12 | 3 | 3  | 029:160 | +13   | 39     |
| 2.  | KF Minatori Memaliaj   | 18  | 11 | 2 | 5  | 028:200 | +8    | 35     |
| 3.  | KF Naftëtari Kuçova    | 18  | 8  | 3 | 7  | 027:210 | +6    | 27     |
| 4.  | KS Pogradeci           | 18  | 8  | 2 | 8  | 024:130 | +11   | 26     |
| 5.  | KS Albpetrol Patos     | 18  | 8  | 2 | 8  | 029:290 | ±0    | 26     |
| 6.  | KS Gramozi Erseka      | 18  | 8  | 2 | 8  | 024:240 | ±0    | 26     |
| 7.  | KF Minatori Tepelena   | 18  | 8  | 1 | 9  | 027:250 | +2    | 25     |
| 8.  | KS Sopoti Librazhd     | 18  | 7  | 2 | 9  | 022:260 | −4    | 23     |
| 9.  | KF Butrinti Saranda    | 18  | 5  | 3 | 10 | 027:400 | −13   | 18     |
| 10. | KS Devolli Bilisht (N) | 18  | 4  | 2 | 12 | 018:410 | −23   | 14     |

| (A) | Absteiger aus der Kategoria Superiore 1998/99 |
| (N) | Neuaufsteiger                                 |

## Play-off

### Halbfinale
| Datum        |                     | Ergebnis |                      |
| ------------ | ------------------- | -------- | -------------------- |
| 27. Mai 2000 | KS Besëlidhja Lezha | 2:1      | KF Minatori Memaliaj |
| 27. Mai 2000 | KS Besa Kavaja      | 2:1      | KS Burreli           |

### Finale
| Datum        |                     | Ergebnis              |                |
| ------------ | ------------------- | --------------------- | -------------- |
| 31. Mai 2000 | KS Besëlidhja Lezha | 1:1 n. V. (4:2 i. E.) | KS Besa Kavaja |

Der Sieger Besëlidhja Lezha stieg in die Kategoria Superiore 1999/2000 auf. Der Unterlegene hatte noch die Chance über die Relegation aufzusteigen.

### Relegation
| Datum        |                | Ergebnis |             |
| ------------ | -------------- | -------- | ----------- |
| 7. Juni 2000 | KS Besa Kavaja | 2:1      | KF Elbasani |